# Džamasp
Džamasp ali Zamasp (srednjeperzijsko 𐭩𐭠𐭬𐭠𐭮𐭯‎, perzijsko جاماسپ‎ Džāmāsp) je bil sasanidski kralj kraljev Irana, ki je vladal od leta 496 do 498/499. Bil je sin kralja Peroza I. in mlajši brat Kavada I. Na prestol je prišel potem, ko sta plemstvo in duhovščina odstavila Kavada I.

## Ime
Zaradi vedno večjega zanimanja Sasanidov za Kejanide, so Džamaspa imenovali po Džamaspu, mitološkem ministru kejanskega vladarja Vištaspa. V grščini se ime glasi Zamásfēs, v arabščini Džāmāsb, Zāmāsb in Zāmāsf in v novi perzijščini Džāmāsp in Zāmāsp.

## Ozadje
Peroza I. (vladal 459–484) so leta 484 pri Balhu porazili in ubili Heftaliti, skupina plemen, od katerih so bili najvidnejši Iranski Huni.  V drugi polovici 5. stoletja so obvladovali Baktrijo in, zgleda, del južne Transoksanije. Perozova vojska je bila popolnoma uničena, njegovega trupla pa niso nikoli našli. Ubiti so bili tudi  štirje njegovi sinovi in bratje. Glavna sasanidska mesta v Horasanu - Nišapur, Herat  in Merv, so prišla pod heftalitsko oblast. Suhra, član partske rodbine Karen, ene od sedmih velikih hiš Irana, je hitro zbral novo vojsko in ustavil nadaljnje napredovanje Heftalitov.
Iranski magnati, med katerimi sta bila najvidnejša Suhra in mihranski general Šapur Mihran, so za novega šaha izvolili Perozovega brata Balaša, ki ni bil priljubljen niti med plemstvom niti med duhovščino in je bil po samo štirih letih vladanja leta 488 odstavljen. Suhra, ki je igral kjučno vlogo pri Balaševi odstavitvi, je za novega šaha Irana imenoval Kavada I.

## Vladanje
Plemstvo in zoroastrska duhovščina so leta  496 Kadada I. odstavili zaradi njegovih socialno-gospodarskih in verskih reform. Eden od vzrokov za odstavitev je bila tudi Sukrova usmrtitev. Na Kavadovo mesto so postavili njegovega brata Džamaspa. Medtem se je v državi, predvsem v Mezopotamiji, začel kaos. Plemstvo je takoj sklicalo skupščino, na kateri so razpravljali o tem, kaj narediti s Kavadom.  Gušnaspdad, član vplivne družine zemljiških posestnikov Kanarangijan, je predlagal njegovo usmrtitev. Njegov predlog so preglasovali in Kavada zaprli v zapor Oblivijon v Huzistanu. Kavadu I. je uspelo pobegniti iz zapora in se zateči na ozemlje Heftalitov.
Leta 498 ali 499 sa je Kavad vrnil iz begunstva z vojsko Heftalitov. Po prihodu na ozemlje družine Kanarangijan v Horasanu se je sestal z njenim članom Adergudunbadom, ki mu je bil pripravljen pomagati.  Kavada je podprl tudi Sukrov sin Zarmir Karen. Džamasp, plemstvo in duhovščina se Kavadu I. ni želelo upreti zaradi morebitne nove državljanske vojne. Z njim so se dogovorili, da lahko znova prevzame položaj kralja pod pogojem, da amnestira Džamaspa in državno elito. Džamaspu so prizanesli in ga verjetno oslepili, Gušnaspdada in druge plemiče, ki so rovarili proti Kavadu I., pa so usmrtili. Kavadova vrnitev na sasanidski prestol kaže, kako težavno je bilo stanje v cesarstvo, saj je za prevzem oblasti zadostovala že majhna vojska.
Džamasp je po odstopu odšel v Armenijo, kjer je porazil Hazare in osvojil nekaj njihovega ozemlja. Poročil se je z Armenko, s katero je imel sina Narsija.

## Potomci
Po Džamaspovi smrti leta 530/540 sta sin Narsi in vnuk Piruz razširila ozemlje svoje družine, vključno z Gilanom. Piruz se je poročil z gilansko princeso, s katero je imel sina  Gil Gavbaro. Slednji je bil začetnik Dabujidske dinastije. Imel je sinova Dabuja in Paduspana. Nasledil ga je Dabujev sin kot ispahbad Dabujidske dinastije, Paduspan pa je ustanovil Paduspanidsko dinastijo.